# موراز (باشقیرستان)
موراز (انگلیسی: Muraz, Republic of Bashkortostan) یک شهرک در شهرستان گافوریسکی استان باشقیرستان کشور روسیه است.